# District de Gujranwala
Le district de Gujranwala (en ourdou :  ضِلع گُوجرانٚوالا) est une subdivision administrative du nord de la province du Pendjab au Pakistan. Constitué autour de sa capitale, Gujranwala, qui est par ailleurs l'une des plus importantes villes du pays, le district est entouré par le district de Gujrat au nord, Sialkot à l'est, Shekhupura au sud, et enfin Hafizabad à l'ouest.
Le district est	situé dans le nord relativement industrialisé et urbanisé du nord de la province du Pendjab, et il est lui-même l'un des districts les plus urbanisés et éduqués de la région. Sa capitale, Gujranwala, constitue l'essentiel du district, qui est par ailleurs devenu une « cité-district ». La population de plus de cinq millions d'habitants en 2017 parle très majoritairement pendjabi. C'est également un fief politique de la Ligue musulmane du Pakistan (N).

## Démographie
Lors du recensement de 1998, la population du district a été évaluée à 3 400 940 personnes, dont environ 51 % d'urbains, ce qui en fait le troisième district le plus urbanisé sur les 106 que compte le pays. Le taux d'alphabétisation était de 57 % environ, dont 64 pour les hommes et 49 pour les femmes. En 2010, la population du district a été évaluée à 4 308 905.
Le recensement suivant mené en 2017 pointe une population de 5 014 196 habitants, soit une croissance annuelle de 2,06 %, légèrement inférieure aux moyennes provinciale et nationale de 2,13 % et 2,4 % respectivement. Le taux d'urbanisation monte à 59 %.
Sa capitale, Gujranwala, est la cinquième plus importante ville du pays et la quatrième plus importante du Pendjab.
Le pendjabi est parlé par la quasi-unanimité de sa population, mais de nombreux dialectes différentes cohabitent. Le district compte quelques minorités religieuses, soit 2,1 % d'hindous en 1998, 1,5 % de chrétiens et 0,2 % de sikhs.

## Administration

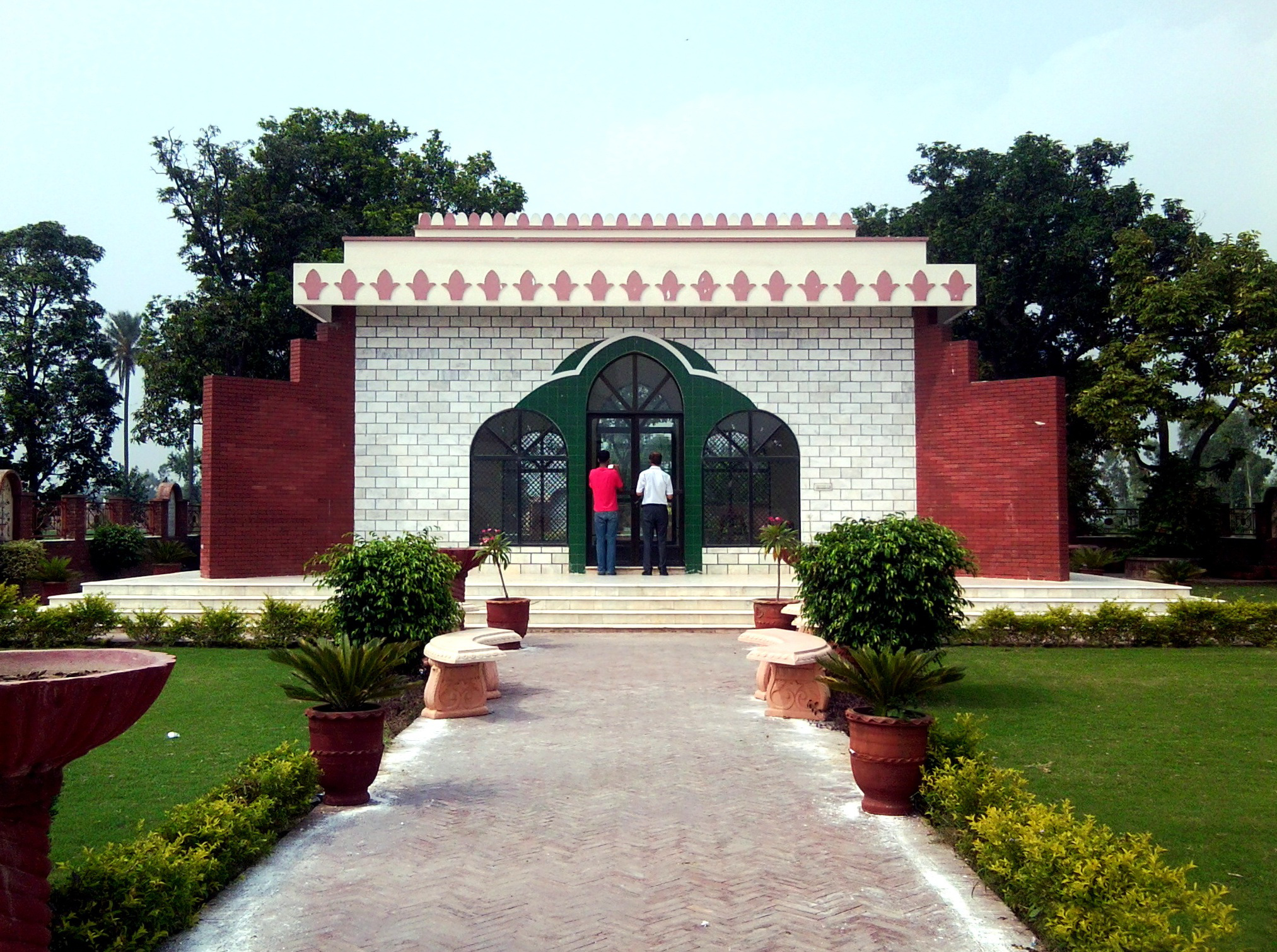
Le mausolée de Mulana Zafar Ali Khan à Wazirabad.

Le district était auparavant divisé en cinq tehsils (Gujranwala, Gujranwala Saddar, Wazirabad, Nowshera Virkan et Kamoke) et 97 Union Councils.
| Tehsil            | Population (rec. 2017) |
| ----------------- | ---------------------- |
| Gujranwala        | 259 556                |
| Gujranwala Saddar | 2 807 054              |
| Kamoke            | 581 444                |
| Nowshera Virkan   | 535 746                |
| Wazirabad         | 830 396                |

Depuis une récente loi d'organisation territoriale, le district est devenu une « cité district » (City District) divisé en sept « arrondissements » : Kamoke, Nowshera Virkan, Wazirabad, Aroop, Qila Daidar Singh, Khiali Shah Pur et Nandi Pur.
Neuf villes dépassent les 20 000 habitants, et la plus importante est de loin la capitale Gujranwala, qui regroupait à elle seule 40 % de la population totale du district en 2017. Ces huit villes regroupent quant-à elles près de 94 % de la population urbaine et 55 % de la population totale, selon le recensement de 2017.

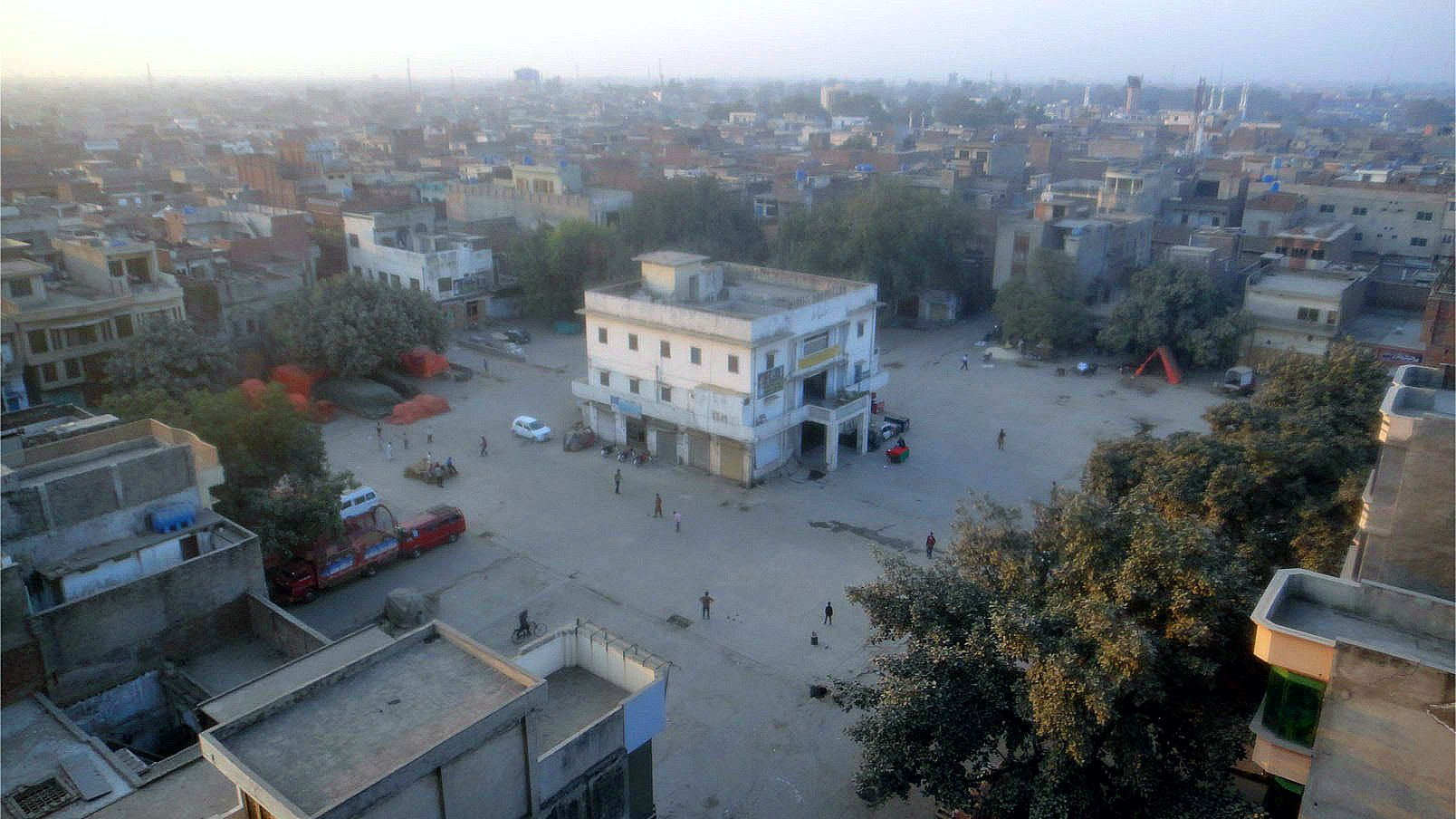
Place du marché aux grains de Gujranwala.

| Ville             | Population (rec. 2017) |
| ----------------- | ---------------------- |
| Gujranwala        | 2 027 001              |
| Kamoke            | 249 767                |
| Wazirabad         | 128 060                |
| Ladhewala Waraich | 92 087                 |
| Qila Didar Singh  | 66 069                 |
| Ghakkar           | 65 587                 |
| Alipur Chatha     | 60 989                 |
| Nowshera Virkan   | 49 499                 |
| Eminabad          | 27 460                 |

## Politique

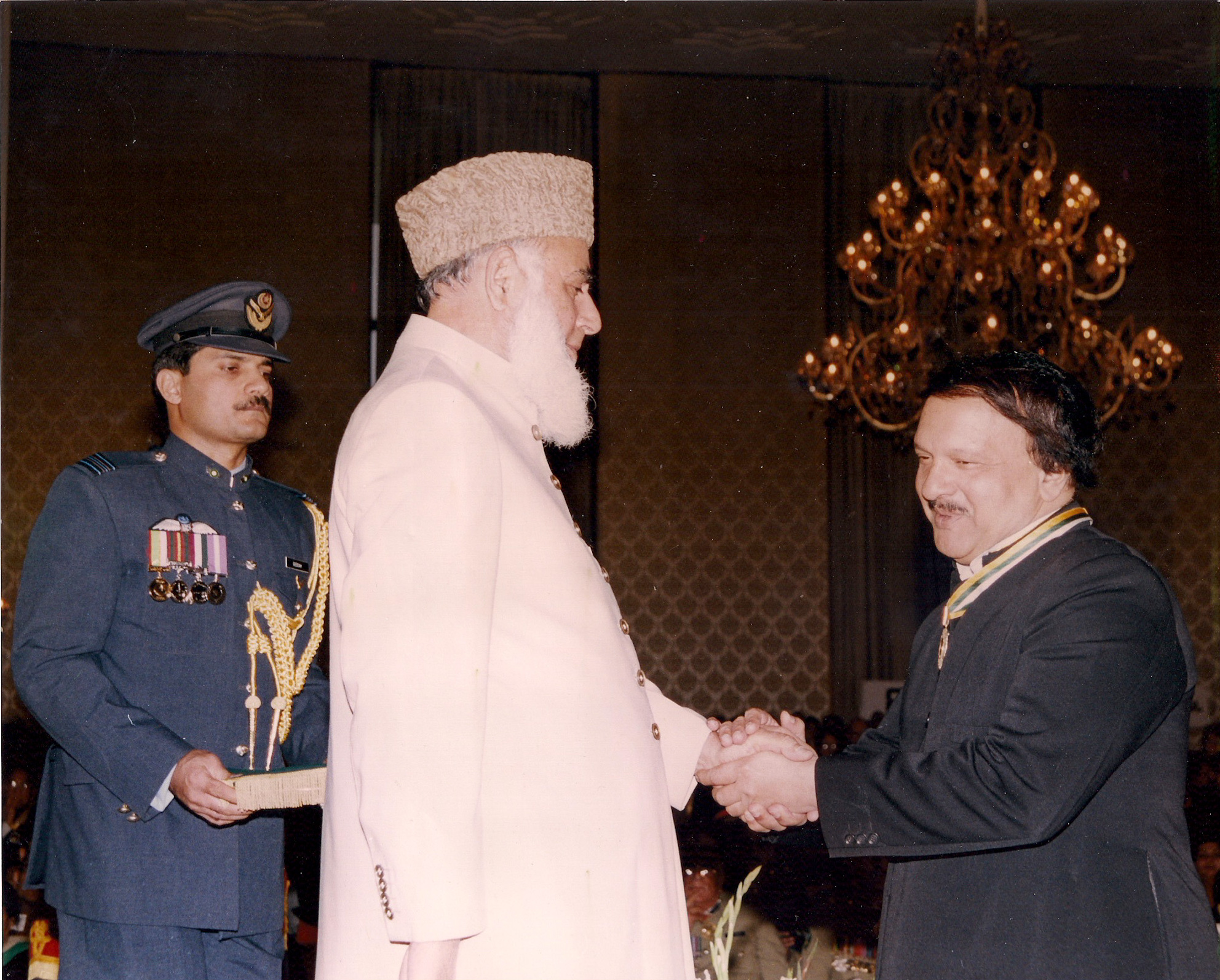
Muhammad Rafiq Tarar, président du Pakistan de 1998 à 2001, est né à Gujranwala.

De 2002 à 2018, le district est représenté par les quatorze circonscriptions no 91 à 104 à l'Assemblée provinciale du Pendjab. Lors des élections législatives de 2008, elles sont remportées par sept candidats de la Ligue musulmane du Pakistan (N), quatre candidats du Parti du peuple pakistanais (PPP) et trois de la Ligue musulmane du Pakistan (Q), et durant les élections législatives de 2013 elles ont toutes été remportées par des candidats de la Ligue musulmane du Pakistan (N).
À l'Assemblée nationale, il est représenté par les sept circonscriptions no 95 à 101. Lors des élections de 2008, elles ont été remportées par cinq candidats de la Ligue musulmane du Pakistan (N) et deux du PPP, et durant les élections de 2013 elles sont toutes remportées par des candidats de la Ligue musulmane du Pakistan (N).
Depuis le redécoupage électoral de 2018, Gujranwala est représenté par les six circonscriptions no 79 à 84 à l'Assemblée nationale et par les quatorze circonscriptions no 51 à 64 à l'Assemblée provinciale. Lors des élections de 2018, elles sont toutes remportées par la Ligue musulmane du Pakistan (N).
| Parti                                       | Voix (national) | %       | Élus nationaux | Élus provinciaux |
| ------------------------------------------- | --------------- | ------- | -------------- | ---------------- |
| Ligue musulmane du Pakistan (N)             | 758 861         | 52,01 % | 6              | 14               |
| Mouvement du Pakistan pour la justice       | 512 895         | 35,15 % | 0              | 0                |
| Tehreek-e-Labbaik Pakistan                  | 74 914          | 5,13 %  | 0              | 0                |
| Allah-o-Akbar Tehreek                       | 26 019          | 1,78 %  | 0              | 0                |
| Parti du peuple pakistanais                 | 22 957          | 1,57 %  | 0              | 0                |
| Autres partis                               | 24 636          | 1,26 %  | 0              | 0                |
| Indépendants                                | 36 301          | 2,49 %  | 0              | 0                |
| Total exprimés                              | 1 458 970       | 100 %   | 6              | 14               |
| Source : Commission électorale du Pakistan, |                 |         |                |                  |